# Aloe citrea
Aloe citrea är en grästrädsväxtart som först beskrevs av André Guillaumin, och fick sitt nu gällande namn av Leonard Eric Newton och Gordon Douglas Rowley. Aloe citrea ingår i släktet Aloe och familjen grästrädsväxter.
Artens utbredningsområde är Madagaskar. Inga underarter finns listade i Catalogue of Life.

## Bildgalleri

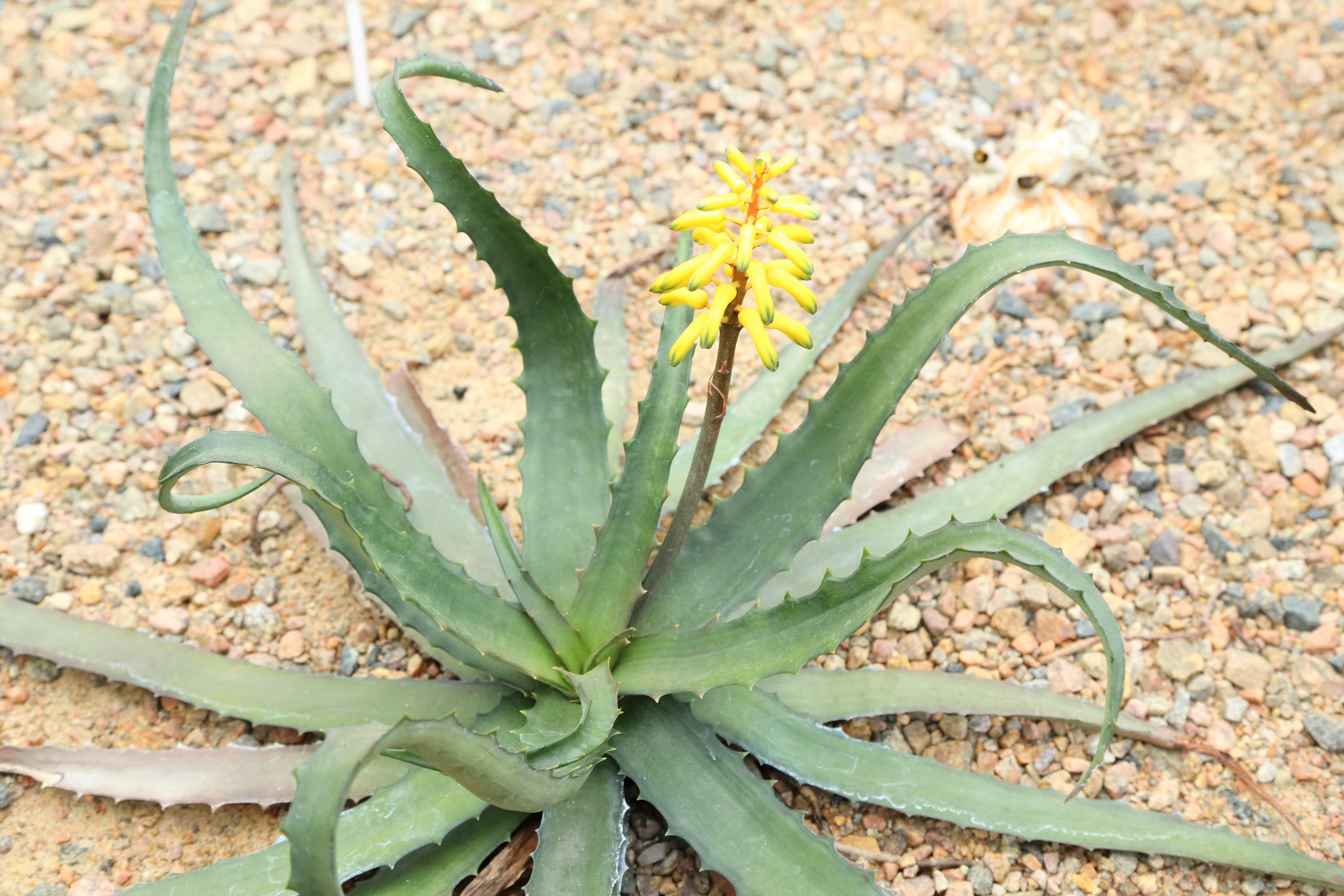